# Zombie Girl
Zombie Girl — проект Себастиана Комора (Icon of Coil, Brudershaft, Muscle & Hate) и его жены Renee Cooper-Komor. EP ‘Back From The Dead’ уже дал такие клубные хиты, как ‘We Are The Ones’, ‘Bleeder’ и ‘Creepy Crawler’, а теперь и первый полноценный альбом Blood Brains And Rock’n’Roll доступен взыскательным слушателям. Тяжёлая электро танцевальная музыка с женским вокалом и не слишком серьёзным хоррор привкусом тем о зомби — вот то, что обещает само название группы, как и треки сами по себе. Следующим танцевальным хитом стала песня ‘Jesus Was a Zombie’. Потом появляется ‘Creature of the Night’, с несколько замедленным ритмом, дающим Renee показать возможности своего голоса, оставаясь танцевальной. Sebastian Komor, как показал проект Zombie Girl может работать в различных музыкальных стилях. В песне ‘Go Zombie’ он использует TBM подход, а в ‘Gonna Getcha’ выходит на сцену electroclash.

… I hear a noise inside my brain, it is controlling me…

## Дискография

### EP
- Back From The Dead — 2006
- The Halloween — 2009

### Альбомы
- Blood, Brains and Rock 'N' Roll — 2007
- Killer Queen — 2015